# José Robles (Literaturwissenschaftler)

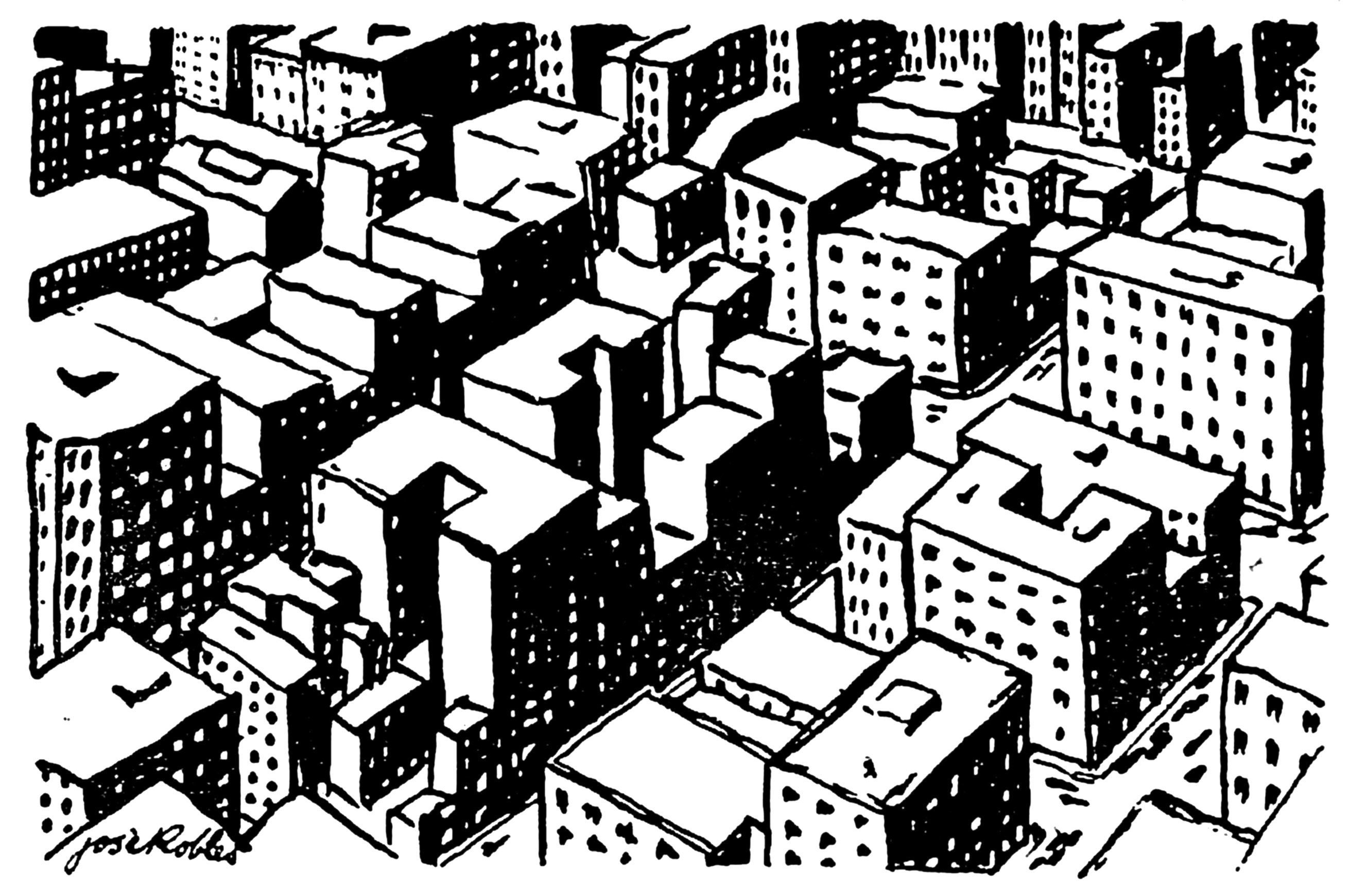
Zeichnung (1928)

José Robles Pazos (* 26. September 1897 in Santiago de Compostela; † 1937) war ein spanischer Schriftsteller, Zeichner und Übersetzer.
Robles war ein guter Freund des Autors John Dos Passos. Er lehrte in den 1920ern Spanische Literatur an der Johns Hopkins University in Baltimore. 1936 hielt er sich in Spanien auf, als dort der Bürgerkrieg ausbrach. Robles schlug sich sofort auf die Seite der Republikaner. Zu Beginn des Jahres 1937 verschwand er plötzlich. Angeblich wurde er als Spion Francos erschossen. Es wird jedoch vermutet, dass er wegen seiner unabhängig linken Ansichten zum Opfer des sowjetischen Geheimdienstes NKWD wurde. Sein Tod führte zum Zerwürfnis zwischen Dos Passos und Ernest Hemingway.